# Mamadou Diallo (Ringer)
Mamadou Diallo (* 20. Jahrhundert) ist ein ehemaliger mauretanischer Ringer.

## Biografie
Mamadou Diallo nahm an den Olympischen Sommerspielen 1984 teil. Im Halbschwergewicht des Freistilringens verlor er seine beiden Kämpfe gegen Macauley Appah aus Nigeria und Noel Loban aus Großbritannien.
1985 wurde er bei den Ringer-Afrikameisterschaften in der Halbschwergewichtsklasse Dritter. Bei den Afrikaspielen 1987 belegte er im Leichtgewicht den vierten Platz.